# Gustaf Adolph Bruncrona
Gustaf Adolph Bruncrona, född 17 december 1778 på Runagård i Sagu socken, död 31 januari 1855 i Stockholm, var en svensk diplomat, riksdagsledamot, kansliråd och riksbanksfullmäktige.
Gustaf Adolph Bruncrona var son till majoren Abraham Mattias Bruncrona och Eva Maria Taube samt adoptivbror till Nils Abraham Bruncrona; själv blev han ingift i ätten Gyllenhammar. Han var volontär vid Nylands dragonregemente 1784-89 blev student vid Åbo Akademi 1792 och avlade kansli- och hovrättsexamen 1795. Han blev därefter auskultant i Åbo hovrätt 1795, extraordinarie notarie där 1797 och överflyttade samma år till Sverige. Där blev Bruncrona handsekreterare hos den avlägsne släktingen Nils von Rosenstein, extraordinarie kanslist i justitierevisionen och 1798 auskultant i Svea hovrätt. Han bevistade riksdagen 1800, där han även var kanslist i hemliga utskottet. Bruncrona kom senare att delta vid riksdagarna 1809–10, 1823, 1828–30 och 1834–35 och var under dessa bland annat ledamot av bankoutskottet 1823 och 1834-35 samt av konstitutionsutskottet och riddarhusutskottet 1828-30. Bruncrona blev 1831 auskultant krigshovrätten och var vice auditör i arméns flotta under en sjöexpedition till Storbritannien samma år.
Redan 1802 hade han erhållit sekreterares titel och befordringsrätt vid Svea hovrätt samt blev sekreterare vid överhovjägmästarämbetet 1803. Samtidigt blev han tillförordnad fiskal vid riksens ständers bank 1804, ordinarie 1806 och bankokommissarie 1809. 1809-12 var han befullmäktigad att i Finland utreda den upplösta diskonten och inkassera Sveriges allmänna fordringar i samband med att Finland skiljdes från Sverige. 1812 blev Bruncrona kommissarie i högsta lönegraden. 1816 erhöll han avsked från sekreterarbefattningen vid överhovjägmästarämbetet.
Bruncrona erhöll flera erbjudanden om att träda rysk tjänst, men såg med ogillande på det ryska imperiet och dess växande makt och avböjde alla erbjudanden. Han blev 1813 riksens ständers banks ombud i Göteborg och Malmö men fungerade från samma sommar som generalhandelsagent i Åbo. 1814 erhöll han avsked från banken, och var från 1815 svensk-norsk generalkonsul i Åbo.
1821 utnämndes Bruncrona till kansliråd i kanslistyrelsen och valde i augusti 1822 att flytta tillbaka till Sverige. Bruncrona yttrades sig vid riksdagen 1823 mot upphävandet av de särskilda tullättnader som genom freden i Fredrikshamn getts till finska städer. Han blev fullmäktigssuppleant i riksens ständers bank 1823 och var ordinarie fullmäktig 1828-29.
Därutöver var Bruncorna direktör vid allmänna änke- och pupillkassan 1828-34, fullmäktigssuppleant i riksgäldskontoret 1830 och 1834 och fullmäktig 1831-1834 samt ordförande i Värmdö hushållningssällskap och från 1847 ledamot av Stockholms läns hushållningssällskap. Han blev riddare av Nordstjärneorden 1820 och ledamot av Lantbruksakademien 1840.